# UNC119B
UNC119B (англ. Unc-119 lipid binding chaperone B) – білок, який кодується однойменним геном, розташованим у людей на 12-й хромосомі. Довжина поліпептидного ланцюга білка становить 251 амінокислот, а молекулярна маса — 28 137.
| 10         |  | 20         |  | 30         |  | 40         |  | 50         |
| ---------- |  | ---------- |  | ---------- |  | ---------- |  | ---------- |
| MSGSNPKAAA |  | AASAAGPGGL |  | VAGKEEKKKA |  | GGGVLNRLKA |  | RRQAPHHAAD |
| DGVGAAVTEQ |  | ELLALDTIRP |  | EHVLRLSRVT |  | ENYLCKPEDN |  | IYSIDFTRFK |
| IRDLETGTVL |  | FEIAKPCVSD |  | QEEDEEEGGG |  | DVDISAGRFV |  | RYQFTPAFLR |
| LRTVGATVEF |  | TVGDKPVSNF |  | RMIERHYFRE |  | HLLKNFDFDF |  | GFCIPSSRNT |
| CEHIYEFPQL |  | SEDVIRLMIE |  | NPYETRSDSF |  | YFVDNKLIMH |  | NKADYAYNGG |
| Q          |  |            |  |            |  |            |  |            |

A: Аланін

C: Цистеїн

D: Аспарагінова кислота

E: Глутамінова кислота

F: Фенілаланін

G: Гліцин

H: Гістидин

I: Ізолейцин

K: Лізин

L: Лейцин

M: Метіонін

N: Аспарагін

P: Пролін

Q: Глутамін

R: Аргінін

S: Серин

T: Треонін

V: Валін

Задіяний у таких біологічних процесах, як транспорт, транспорт білків, біогенез та деградація війок, ацетилювання. 
Білок має сайт для зв'язування з ліпідами. 
Локалізований у клітинних відростках, війках.